# Iskallatu
Iskallatu war eine Königin der Araber zur Zeit des assyrischen Königs Sanherib (704–681 v. Chr.). Sie wurde bei der Eroberung der Festung Adumutu durch die assyrischen Truppen gefangen genommen und mit zahlreicher Beute nach Niniveh gebracht. Über ihr weiteres Schicksal ist nichts bekannt.
Assurhaddon erwähnt allerdings in einer Inschrift aus Niniveh eine gewisse Tabûa, „die im Palast meines Vaters erzogen war“ und die er nach der Unterwerfung des Hasael, der mit der Bitte um die Rückgabe der durch Sanherib erbeuteten Götter mit zahlreichen Geschenken nach Niniveh gekommen war, mit diesem verheiratete („...setzte ich als Königin an seiner Seite über sie“), bei der es sich vielleicht um eine Tochter Iskallatus handelt.
Die vorislamischen arabischen Stämme wurden relativ häufig durch Königinnen regiert. Als deren berühmteste kann wohl Zenobia von Palmyra gelten.